# Панагинское сельское поселение
Панагинское сельское поселение  или Панагинское муниципальное образование — муниципальное образование со статусом сельского поселения в Куйтунском районе Иркутской области России. 
Административный центр — Панагино.

## Население
| 2010 | 2011 | 2012 | 2013 | 2014 | 2015 | 2016 |
| ---- | ---- | ---- | ---- | ---- | ---- | ---- |
| 292  | ↘290 | ↘279 | ↘268 | ↘259 | ↗262 | ↘255 |
| 2017 |      |      |      |      |      |      |
| ↘248 |      |      |      |      |      |      |

По результатам Всероссийской переписи населения 2010 года численность населения муниципального образования составила 292 человека, в том числе 159 мужчин и 133 женщины.

## Населённые пункты
В состав муниципального образования входят населённые пункты:
- Панагино